# Piet Souer
Pieter Cornelis (Piet) Souer (Eindhoven, 29 maart 1948) is een Nederlands componist,  pianist, tekstschrijver, arrangeur en muziekproducent.

## Biografie
In 1969 was Souer de gitarist van Lenny Kuhr tijdens het Eurovisiesongfestival. Kuhr won met het liedje De troubadour het Songfestival.
Begin jaren zeventig maakte hij zijn eerste schreden op het componistenpad. Voor de groep Cardinal Point schreef hij de singles I'm the grand pretender en Keep on dancing, voor American Gypsy de hit Angel eyes, voor Liesbeth List het liedje Te veel te vaak en voor Ramses Shaffy en List het lied Samen.
In 1976 richtte hij samen met Hans van Hemert en manager Han Meijer de groep Luv' op. Onder het pseudoniem Janschen en Janschens schreef het duo Souer en Van Hemert Luv'-hits als U.O. Me, You're the Greatest Lover, Trojan Horse en Casanova. Er werden wereldwijd miljoenen platen verkocht.
Souer en Van Hemert gingen in 1979 uit elkaar. Souer richtte meteen daarna de groep Doris D & The Pins op waarmee hij de nummer 1-hit Shine Up scoorde. In 1979 won hij mede de Conamus Exportprijs.
Souer werkt ook regelmatig met buitenlandse artiesten als Vicky Leandros, Helen Shapiro, Engelbert Humperdinck, Sylvie Vartan en Kathy Kissoon.
Souer schreef voor Bernadette Sing me a song en voor Maxine en Franklin Brown het liedje De eerste keer. Met het laatste liedje scoorde hij de grootste Songfestivalhit sinds 30 jaar. Met een zevende plaats in Oslo en een top 3-notering in de Nederlandse top 50 was het de hoogste hitnotering van een Songfestivalliedje tot dan toe.
In 1978 componeerde Souer voor de wereldkampioenschappen voetbal de hit Argentina. Deze hit werd gecoverd door vele buitenlandse gitaristen, waaronder Francis Goya, Jurgen Ingman en Ricky King.
Souer componeerde in 1981 Anita Meyers grootste hit Why Tell Me, Why.
Als arrangeur is Souer betrokken bij de gala's van Lee Towers in Ahoy'.
In 2015 schreef Souer muziek voor Sazz Leonore's debuutalbum Reckless Smile.

### Muziek
Piet Souer heeft albums gemaakt met artiesten als:
- Ramses Shaffy
- Liesbeth List
- Anita Meyer
- Doris D & The Pins
- Ernst Daniël Smid
- Lee Towers
- Danny de Munk
- Peter Koelewijn
- Rob de Nijs
- Maaike Widdershoven
- Cornelis Vreeswijk
- Sylvie Vartan
- Helen Shapiro
- Engelbert Humperdinck
- Vicky Leandros
- Carola Smit

Zijn staat van dienst heeft geleid tot 22 gouden en platina platen, 2 exportprijzen en de Most Outstanding Song-Award uit Tokio.

### Film & televisie
- Souer componeerde muziek voor de televisieprogramma's Suske en Wiske, de Ted Show, Spoorloos, Boggle, Lingo en Vermist.
- Als componist/arrangeur werkt hij mee aan het TROS-televisieprogramma Una Voce Particolare.
- Voor de films Vincent van Gogh (2005) en Rembrandt van Rijn (2006) componeerde hij de filmmuziek.

Voor de film Zwartboek van Paul Verhoeven (2006) is Souer verantwoordelijk voor alle livemuziek en de cd-opname A 100 years from today, met Carice van Houten.

### Theater & musical
- Souer werkt samen met Ivo Niehe aan diens theaterprogramma's zowel in Nederland als in Parijs.

Hij arrangeert voor de musicals Ciske de rat en De drie musketiers.